# Sédeilhac
Sédeilhac är en kommun i departementet Haute-Garonne i regionen Occitanien i södra Frankrike. Kommunen ligger i kantonen Montréjeau som tillhör arrondissementet Saint-Gaudens. År 2022 hade Sédeilhac 65 invånare.

## Befolkningsutveckling
Antalet invånare i kommunen Sédeilhac
Referens:INSEE